# Буланович, Андрей Васильевич
Андрей Васильевич Буланович (род. 29 августа 1987, Павлодар) — казахстанский футболист, нападающий.

## Карьера
Воспитанник павлодарского футбола. В 2004—2007 годах играл за дубль «Иртыша», а 7 июня 2006 года дебютировал в высшей лиге Казахстана в составе основной команды своего клуба в матче против «Тобола». Всего за «Иртыш» сыграл 5 матчей в чемпионате страны и 5 — в Кубке Казахстана, все — в сезоне 2006 года. Полуфиналист Кубка Казахстана 2006 года.
В 2008 году играл за «Экибастуз» («Энергетик-2») в высшей лиге, провёл 28 матчей и забил один гол — 20 сентября 2008 года в ворота «Окжетпеса». Затем до конца карьеры играл в первой лиге за клубы «Экибастуз», «Кайсар», «Астана-1964», «Байтерек» и «Каспий».
В 2013 и 2015 годах выступал в чемпионате Казахстана по пляжному футболу.
После игровой карьеры стал тренером по физподготовке молодёжного состава родного «Иртыша».

## Достижения
Большой футбол
- Серебряный призёр Первой лиги Казахстана: 2010
- Бронзовый призёр Первой лиги Казахстана: 2005

Пляжный футбол
- Чемпион Казахстана: 2015
- Серебряный призёр чемпионата Казахстана: 2013
- Обладатель Суперкубка Казахстана: 2015